# قرار مجلس الأمن التابع للأمم المتحدة رقم 431
قرار مجلس الأمن التابع للأمم المتحدة رقم 431، الذي اعتمد في 27 يوليو 1978، بعد الإشارة إلى القرار 385 (1976)، أحاط المجلس علما اقتراح حل للوضع في ناميبيا، وطلب من الأمين العام تعيين ممثل خاص لناميبيا لضمان استقلال ناميبيا عن جنوب إفريقيا في أقرب وقت ممكن. كما دعا جميع المعنيين إلى بذل قصارى جهدهم لحل المشكلة حتى يمكن إجراء انتخابات حرة ونزيهة.
اعتمد القرار بأغلبية 13 صوتاً؛ امتنعت تشيكوسلوفاكيا والاتحاد السوفياتي عن التصويت.